# 第156独立機械化旅団 (ウクライナ陸軍)
第156独立機械化旅団（だい156どくりつきかいかりょだん、ウクライナ語: 156-та Окрема механізована бригада）は、ウクライナ陸軍の旅団。西部作戦管区隷下。

## 概要

### ロシアのウクライナ侵攻
2024年4月1日、ロシアのウクライナ侵攻の影響に伴い、経験豊富な将校と動員兵を基幹に第156独立歩兵旅団として創設された。旅団番号150番台の部隊は多くが新兵でアメリカ合衆国の軍事支援停止時期とも重なったため、編成完結までに半年以上の期間を要した。
2024年10月、機械化に伴い、第156独立機械化旅団に改編された。
2025年1月19日、ウクライナ軍参謀本部は、オレグ・アポストルウクライナ軍副司令官率いる参謀本部グループが旅団の査察を行ったと公表した。これにより、一部の将校が実戦経験のある将校に交代するなど、旅団の改革が進められた。一連の動きは第155独立機械化旅団での訓練中の脱走を受けてのものである。

## 編制
- 旅団司令部（ウージュホロド）
- 第1機械化大隊
- 第2機械化大隊
- 第3機械化大隊
- 戦車大隊
- 第1小銃大隊
- 第2小銃大隊
- 旅団砲兵群
  - 本部中隊
  - 第1自走砲大隊
  - 第2自走砲大隊
  - ロケット砲大隊
  - 対戦車砲大隊
- 防空大隊

- 工兵大隊
- 整備大隊
- 兵站大隊
- 偵察中隊
- 電子戦中隊
- 通信中隊
- レーダー中隊
- NBC防護中隊
- 衛生中隊
- 無人システム大隊